# 나가타 가즈마
나가타 가즈마(일본어: 永田 一真, 2000년 4월 26일~)는 일본의 축구 선수이다.

## 구단 경력
그는 2023년 J3리그의 테게바자로 미야자키에 입단했다. 2024년 반라우레 하치노헤로 이적했다.